# Escuela Universitaria de Ingeniería Técnica Industrial (Universidad Politécnica de Catalunya)
La Escuela Universitaria de Ingeniería Técnica Industrial de la Universidad Politécnica de Catalunya, más conocido como Escuela Industrial de Barcelona, está formada por un conjunto de edificios situados en la calle Conde de Urgel del Distrito del Ensanche Izquierdo de la ciudad de Barcelona. El recinto ocupa cuatro manzanas del Ensanche, entre las calles Conde de Urgel, Viladomat, Rosellón y París.
Actualmente el recinto acoge la Escuela del Trabajo de Barcelona y la Escuela Universitaria de Ingeniería Técnica Industrial, así como la Piscina Sant Jordi y un campo de fútbol con césped artificial, con un depósito de aguas pluviales situado bajo tierra. La  Diputación de Barcelona está haciendo el traslado de múltiples servicios hacia el recinto de la Escuela Industrial, y en cambio está previsto que la Escuela de Ingeniería Técnica marche en un futuro próximo.

## Historia
Estos edificios acogieron inicialmente a la fábrica textil de Can Batlló, que fue construida entre 1868 y 1869 según el proyecto del arquitecto valenciano Rafael Guastavino y que fue cerrada en 1889. El año 1908 fueron adquiridos por la Diputación Provincial de Barcelona y se ubicó la Escuela Industrial de Barcelona, que había estado creada por un Real Decreto del 30 de marzo de 1904.
El año 1914 se inauguró la Escuela Elemental del Trabajo. Estas dos escuelas son predecesoras, respectivamente, de la Escuela Universitaria de Ingeniería Técnica Industrial de Barcelona y de la Escuela del Trabajo de Barcelona, que aún están ubicadas en el recinto en la actualidad. 
El conjunto fue rehabilitado por Lluís Planas i Calvet.
En 1924 fue desmantelado debido a la Dictadura de Primo de Rivera, hecho que forzó la unificación de las escuelas de ámbito industrial en una única Escuela Industrial sostenida por la Diputación Provincial de Barcelona.
Posteriormente, entre los años 1927 y 1931, el conjunto fue ampliado por Joan Rubió, arquitecto de la Mancomunidad de Cataluña, que proyectó las naves centrales y el paraninfo, consideradas las partes más valiosas del conjunto desde el punto de vista arquitectónico. En esta ampliación se construyó el edificio de entrada, en la calle Conde de Urgel, que se integró en la estructura inicial del conjunto usando los mismos materiales que se usaron en la construcción de la fábrica. El edificio cuenta con un vestíbulo con cubierta radial y un templo situado en el centro.
Entre 1915 y 1924 el recinto escogió la Escuela de Bibliotecarias, ubicada en el Edificio del Reloj. En el año 1927 acogió la Escuela de Ingenieros Industriales de Barcelona, que se ubicó en el Edificio del Reloj hasta el año 1964, momento en que se trasladó a la Avenida Diagonal.
Actualmente, el recinto acoge a la Escuela del Trabajo de Barcelona y a la Escuela Universitaria de Ingeniería Técnica Industrial de Barcelona, así como la Piscina Sant Jordi y un campo de fútbol de césped artificial con un depósito de aguas pluviales situado en el subsuelo. La Diputación Provincial de Barcelona está haciendo el traslado de múltiples servicios hacia el recinto de la Escuela Industrial. Está previsto que la Escuela de Ingeniería Técnica deje el recinto en un futuro próximo.